# Tages
Tages var en popgrupp i Sverige under 1960-talet. I konkurrens med bland andra Hep Stars ansågs/anses de ofta ha varit en av de bästa svenska popgrupperna från den eran. När Aftonbladet år 1999 sammanställde sin lista över de femtio bästa svenska artisterna det århundradet hamnade Tages på 25:e plats som enda artist från 1960-talet.
Gruppen spelade mycket eget material, framför allt skrivet av bandmedlemmen Göran Lagerberg, samt en del covers. Tages gick i bräschen för en moderiktig klädsel och var på den fronten ledande i Sverige. Bandmedlemmarna fick kritik från andra i branschen för att man tyckte att medlemmarna i Tages inte var riktiga musiker. Denna kritik tog man hårt och bandet utvecklades snabbt under 1960-talet till ett kompetent popband.

## Historia
Gruppen bildades på sommaren 1963 i Göteborg som Tages Skifflegrupp, av fem ungdomar i 16-17-åldern. Namnet Tages är andranamnet på en av medlemmarna: Dan Tage Larsson. Det fanns vid den tiden många svenska grupper med mansnamn i genitiv, till exempel Sven-Ingvars. Bandet valde mellan medlemmarnas andranamn och valde slutligen Tages.
Den 17 augusti 1964 vann gruppen en poptävling ("Västkustens Beatles", arrangerad av göteborgstidningen GT, där priset var en resa till London). Gruppen hade i början av året bytt namn till Tages, och i oktober släpptes singeln "Sleep Little Girl" som blev en hit och hamnade som etta på Tio i topp. Flera framgångsrika singlar följde; bland dem kan nämnas "I Should Be Glad", "Don't Turn Your Back", "The One For You", "So Many Girls", "I'll Be Doggone", "In My Dreams" och "Miss Mac Baren". "Every Raindrop Means a Lot" var gruppens första psykedeliskt inspirerade singel; den släpptes tidigt 1967. I november samma år släpptes LP:n Studio. Albumet har på senare år hamnat högt upp på olika listor som tagits fram. Våren 1968 gick Tages in på Tio i topp för sista gången med "There's a Blind Man Playing Fiddle in the Street".
Gruppen släppte två singlar till varav den ena, "Fantasy Island", var deras mest psykedeliska. Den 31 augusti 1968 bestämde sig Tommy Blom för att lämna gruppen. De övriga bandmedlemmarna ville dock fortsätta, och i juni 1969 ändrade man namn till Blond (som verkade fram till 1970).

## Medlemmar
- Tommy Blom, född 3 mars 1947, sång, rytminstrument och akustisk gitarr. Slutade i bandet 31/8 1968.
- Göran Lagerberg, född 20 september 1947 i Göteborg, elbas och sång. När Tages splittrats fortsatte han i Blond.
- Danne Larsson, född 11 januari 1948 i Göteborg, kompgitarr och sång. Slutade med musiken efter Tages och Blond.
- Anders Töpel, född 16 januari 1947 i Göteborg, död 10 april 2014,[5] sologitarr och sång. Var med i Blond.
- Fredrik Skantze, född 10 september 1945 i Göteborg, trummor. Den första att sluta i bandet, men hoppade därefter in på trummor i Mascots.
- Tommy Tausis, född 22 mars 1946 i Södertälje, död 30 mars 2022,[6] bandets trummis nummer två. Värvades från Göteborgsbandet Strangers. Lämnade Tages för att ersätta Spotnicks trummis Jimmie Nicol under pågående världsturné i Mexiko. Därefter spelade han med Janne Önnerud och Anders Glenmark. Han var sedan handledare på Stim.
- Lasse Svensson, född 12 maj 1947 i Järvsö, bandets trummis nummer tre, lillebror till Barbro Lill-Babs Svensson, kom från Stockholmsbandet The Hi-Balls.[7]

### Inofficiella "bandmedlemmar"
- Björn Töpel, yngre bror till Anders. Var ”Tages sjätte medlem”, skötte ljud & ljus på Tages turnéer. Blev medlem i Blond och spelade då gitarr. Björn har idag ett tryckeri i Billdal.
- Anders Henriksson, ”Henkan”,  låtskrivare och producent.
- Örjan Ramberg medverkade vid vissa tillfällen som stand-in med sång, till exempel i augusti 1967 då Tommy Blom var blindtarmsopererad.[8][9]

## Relaterade aktiviteter
Några av Tages-medlemmarna var även med i 1971 års film Någon att älska, där bland andra Tommy Blom, Göran Lagerberg och Lasse Svensson uppträdde.

## Listplaceringar
| Låt                                                | År    | Tio i topp | Kvällstoppen |
| "Sleep Little Girl"                                | 10-64 | 1          | 3            |
| "I Should Be Glad"                                 | 02-65 | 2          | 2            |
| "Don't Turn Your Back"                             | 65    | 2          | 4            |
| "The One For You"                                  | 65    | 2          | 6            |
| "Bloodhound"                                       | 11-65 | 6          | 3            |
| "So Many Girls"                                    | 02-66 | 4          | 4            |
| "I'll Be Doggone"                                  | 05-66 | 7          | 11           |
| "In My Dreams"                                     | 07-66 | 1          | 1            |
| "Crazy 'Bout My Baby"                              | 10-66 | -          | 16           |
| "Miss Mac Baren"                                   | 11-66 | 4          | 1            |
| "Every Raindrop Means A Lot"                       | 02-67 | 2          | 4            |
| "I'm Going Out"                                    | 04-67 | 2          | 3            |
| "Treat Her Like A Lady"                            | 09-67 | 3          | 7            |
| "There's A Blind Man Playing Fiddle In The Street" | 02-68 | 10         | -            |

## Diskografi

### LP-Skivor, 12″
- Tages, Platina Palp 3001, 11-65
- Tages 2, Platina Palp 3002, 07-66
- Extra Extra, Platina Palp 3003, 11-66
- Contrast, Parlophone PCMS 313, 04-67
- Studio, Parlophone PCMS 316, 11-67

### Singlar
- "Sleep Little Girl" / "Tell Me You're Mine", Platina PA 102, 10-64
- "I Should Be Glad" / "I Cry, Platina" PA103, 02-65
- "The One For You" / "I Got My Mojo Working", Platina PA 105, 08-65
- "Bloodhound" / "Whatcha Gonna Do About It", Platina PA 109, 11-65
- "So Many Girls" / "I'm Mad", Platina PA 115, 02-66
- "I'll Be Doggone" / "Hitch Hike", Platina PA 121, 05-66
- "In My Dreams" / "Leaving Here", Platina PA 122, 07-66
- "Crazy 'Bout My Baby" / "Go", Platina PA 125, 10-66
- "Miss Mac Baren" / "Get Up And Get Going", Platina PA 130, 11-66
- "Secret Room" / "Friday On My Mind", Platina PA 131, 01-67
- "Every Raindrop Means A Lot" / "Look What You Get", Parlophone SD 6004 	02-67
- "Gone Too Far" / "Understanding", Platina PA 134, 04-67
- "I'm Going Out" / "Fuzzy Patterns", Parlophone SD 6005, 04-67
- "She's Having A Baby Now" / "Sister's Got A Boyfriend", Parlophone SD 6009, 06-67
- "One Red, One Yellow, One Blue" / "True Fine Woman", Platina PA 139, 07-67
- "Treat Her Like A Woman" / "Wanting", Parlophone SD 6011, 09-67
- "Dancing In The Street" / "Those Rumours", Platina PA 141, 10-67
- "Mohair Sam" / "Ride Your Pony", Platina PA 145, 12-67
- "There's A Blind Man Playing Fiddle In The Street" / "Like A Woman", Parlophone SD 6024, 02-68
- "Doctor Feel-Good" / "Dimples", Platina PA 149, 05-68
- "Fantasy Island" / "To be Free", Parlophone SD 6036, 05-68
- "I Read You Like A Open Book" / "Halcyon Days", Parlophone SD 6054, 11-68

### EP-skivor
- "Don't Turn Your Back" / "Forget Him" / "Donna" / "Hound Dog", Platina Paep 2001, 06-65
- "Sleep Little Girl" /"Tell Me Your Mine" / "I Should Be Glad" / "I Cry", Platina Paep 2002, 09-66
- "HITS VOL 1", Platina Paep 2005, 08-67
- "HITS VOL 2", Platina Paep 2006, 08-67
- "HITS VOL 3", Platina Paep 2007, 08-67